# Montesano Salentino
Montesano Salentino är en ort och kommun i provinsen Lecce i regionen Apulien i Italien. Kommunen hade 2 687 invånare (2017).